# تشودوفو
تشودوفو (بالروسية: Чудово) هي إحدى مدن روسيا في الكيان الفدرالي الروسي نوفغورود أوبلاست.